# Shih Hsin Hsiao
Shih Hsin Hsiao (3 april 1990) is een Taiwanees wielrenner die anno 2017 rijdt voor Action Cycling Team. 

## Overwinningen
2012
2e etappe Ronde van Singkarak

## Ploegen
- 2010 –  Action Cycling Team (vanaf 25-5)
- 2011 –  Action Cycling Team
- 2012 –  Action Cycling Team
- 2014 –  Team Gusto
- 2015 –  Action Cycling Team
- 2016 –  Action Cycling Team
- 2017 –  Action Cycling Team

Chiang · Feng · Hsiao · Huang · Lee · Pan
Chang · C.C. Chen · C.L. Chen · Chiang · Chien · Feng · Hsiao · Hsieh · C.F. Liu · W.C. Liu · Huang · Pan · Yang
Chen · Chiang · Hsieh · Hsiao · Hsu · Huang · Lee · Liu · Peng · Wu · Yang
C.C.Chen · C.L.Chen · Hsiao · Hsu · Liu · Peng · Wu · Yang